# Technischer Assistent für Informatik
Technischer Assistent für Informatik ist ein Ausbildungsberuf in Deutschland.
Die Ausbildung dauert in der Regel 2 Jahre, bei Erwerb von Zusatzqualifikationen 3 bis 4 Jahre. In manchen Bundesländern wird die Ausbildung in Fachrichtungen oder Schwerpunkten angeboten, z. B.:
- Assistent/Assistentin für Informatik (allgemeine Informatik)
- Assistent/Assistentin für Informatik (Betriebsinformatik)
- Assistent/Assistentin für Informatik (Medieninformatik)
- Assistent/Assistentin für Informatik (Softwaretechnik)
- Assistent/Assistentin für Informatik (technische Informatik)
- Assistent/Assistentin für Informatik (Wirtschaftsinformatik)

Das Berufsbild des technischen Assistenten für Informatik deckt größtenteils alle Aufgaben des ansonsten spezialisierten Fachinformatikers ab und stellt damit eine Alternative zu den Ausbildungsberufen im dualen System dar.
Da der Abschluss als Berufsausbildung anerkannt ist, kann im Anschluss eine Berufsoberschule besucht werden.

## In den einzelnen Bundesländern

### Bayern
Die Ausbildungsrichtung des technischen Assistenten für Informatik wurde in Bayern 1996 eingerichtet.
Die Ausbildungsdauer an einer Berufsfachschule beträgt 2 Jahre.
Ziel der Ausbildung ist eine Anstellung im IT-Bereich als Systembetreuer, Programmierer oder in einer ähnlichen Position. 
Die Ausbildung wird wie bei anderen Assistenzberufen mit einer staatlichen Prüfung abgeschlossen. 
Standorte staatlicher Schulen befinden sich in Nordbayern. In Südbayern wird die Ausbildung ausschließlich an privaten Schulen angeboten.
Je Schulstandort stehen an staatlichen Schulen bis zu 32 Ausbildungsplätze zur Verfügung, wobei keine Schulgebühren erhoben werden.
Als Eingangsvoraussetzung ist ein mittlerer Bildungsabschluss notwendig. Weitere Vorkenntnisse sind nicht notwendig.
An manchen Schulen werden Eingangstests durchgeführt, um die Eignung der Bewerber zu prüfen.
Nach Aufnahme an der Schule dauert die Probezeit bis zum Ende des ersten halben Schuljahres.
Die Ausbildung gliedert sich in berufsbezogene und allgemeinbildende Inhalte. Die allgemeinbildenden Inhalte dienen der Unterstützung der berufsbezogenen Inhalte.

#### Berufsbezogene Ausbildungsinhalte
Anwendungsentwicklung
Die Vermittlung der Inhalte im Fach Anwendungsentwicklung erfolgt an exemplarischen, praxisnahen Aufgabenstellungen mit aktueller Standardsoftware (z. B. Präsentationssoftware, Tabellenkalkulation, Standardsoftware zur Webseitenerstellung).
Im Bereich Webseitenerstellung gestalten die Auszubildenden in Teams einen berufsbezogenen Internetauftritt (z. B. die Webseite ihrer Berufsschule).
Der Umgang mit Datenbanksystemen wird auf aktuellen Systemen gelehrt (MySQL, MSSQL, MS Access).
Betriebssysteme und Netzwerktechnik 
Im Fach Betriebssysteme und Netzwerktechnik wird den Schülern und Schülerinnen ein grundlegendes Verständnis des Aufbaus und der Arbeitsweise unterschiedlicher Betriebssysteme vermittelt.
Es wird die Fähigkeit erworben, Betriebssysteme benutzergerecht zu installieren und zu administrieren. Hierbei ist besonders auf die Datensicherheit zu achten.
Im Bereich Netzwerktechnik wird den Schülern beigebracht, Netzwerke praxisorientiert zu planen, aufzubauen und zu administrieren.
Einen Schwerpunkt bildet dabei die Fehlersuche und die Sicherheit der Daten im Intranet und Extranet.
Datenverarbeitungs- und Mikrocomputertechnik 
Im Fach Datenverarbeitungs- und Mikrocomputertechnik werden die Inhalte anhand von praxisorientierten Projekten erarbeitet, um Einblicke in die Tätigkeiten und Abläufe in IT-Betrieben zu erhalten.
Die Schüler lernen, Benutzeranforderungen zu analysieren und Datenverarbeitungssysteme entsprechend zu planen, zu kalkulieren, aus Einzelkomponenten zusammenzusetzen und zu konfigurieren. 
Ausgehend von den Grundlagen der Digitaltechnik wird die Funktion von Mikrocomputersystemen erarbeitet. Durch das Erstellen und Testen von einfachen Assemblerprogrammen erwerben sie praktische Erfahrungen. Das Programmieren eines Mikrocomputersystems ist Grundlage für das Entwickeln und Testen von einfachen Programmen für eine speicherprogrammierbare Steuerung. 
Elektrotechnik und Elektronik 
Bei der Vermittlung der Inhalte im Fach Elektrotechnik und Elektronik steht der Praxisbezug im Vordergrund. Durch gezielten Einsatz von Projekten erwerben die Schüler grundlegende Fachkenntnisse aus den Bereichen Elektronik, Nachrichtentechnik und Elektroinstallation.
Höhere Programmiersprachen 
Die Vermittlung der Inhalte im Fach Höhere Programmiersprachen erfolgt an praxistypischen Aufgabenstellungen.
Die Lösung von Problemstellungen entsteht aus der Umsetzung einer grafischen Darstellung der Programm- bzw. der Klassenstruktur in eine Programmiersprache (C++, C#, Java…). Das Beherrschen einer praxisrelevanten Programmentwicklungsumgebung befähigt zum Entwickeln und Realisieren anforderungsgerechter Software.

#### Allgemeinbildende Ausbildungsinhalte
Mathematik, Deutsch, Englisch, Sozialkunde, Religion, Sport